# Erioptera thaumasta
Erioptera thaumasta là một loài ruồi trong họ Limoniidae. Chúng phân bố ở miền Australasia.